# Orlando Cup de 2025
Orlando Cup de 2025, ou Orlando Cup - Pro Series 2025 foi uma temporada de amistosos realizados na Flórida. O campeonato inicialmente estava previsto para os dias 11 de janeiro, 14 de janeiro e 19 de janeiro. Porém devido algumas desistências foi disputado nos dias 18 de janeiro e 19 de janeiro.

## Participantes e Regulamento
Anteriormente, o Santos e o Atlético Nacional estavam confirmados para a temporada de amistosos. Ambos os times desistiram do campeonato, devido falta de datas no calendário da temporada, no lugar foi chamado o Miami United e o Chicago Fire. Regulamento do campeonato estava definido em pontos corridos, todos contra todos em turno único, porém devido a desistência do Santos e Atlético Nacional, o formato foi mudado apenas para amistosos.
| País           | Clube        | Cidade     | Confederação | Liga                           |
| -------------- | ------------ | ---------- | ------------ | ------------------------------ |
| Brasil         | Fortaleza    | Fortaleza  | CONMEBOL     | Brasileirão                    |
| Estados Unidos | Miami United | Miami      | CONCACAF     | National Premier Soccer League |
| Estados Unidos | Chicago Fire | Bridgeview | CONCACAF     | MLS                            |

## Estádios
Anteriormente, o Inter&Co Stadium e o Osceola County Stadium estavam confirmados para receber os jogos. Os jogos foram mandados no Sandpiper Bay Resort, Resort em Port St. Lucie onde o Fortaleza ficou hospedado durante o campeonato. Os jogos foram abertos ao público.

## Jogos
Fortaleza 1 x 2  Miami United - 18 de janeiro de 2024 - 16:00 (UTC−3) - Sandpiper Bay Resort
 Fortaleza 1 x 0  Chicago Fire - 19 de janeiro de 2024 - 14:00 (UTC−3) - Sandpiper Bay Resort